# Cheba Maria

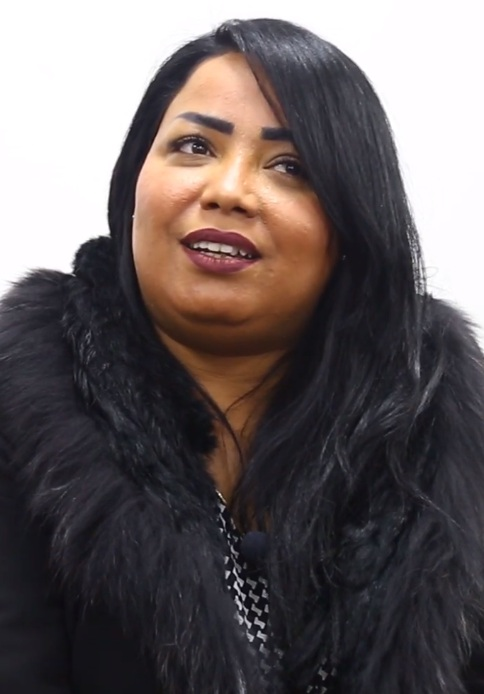
Cheba Maria em 2018

Maria Zine, conhecida pelo pseudônimo Cheba Maria, é uma cantora marroquina, natural de Casablanca
Em 1998, mudou-se para a cidade francesa de Toulouse, buscando novas experiências musicais.

## Discografia
- 1998, Enta Ould Bladi - dueto com Cheb Rachid.
- 1999, Amalequitas Zine
- 2000, Zinek Khater
- 2001, Rani Mghamra
- 2003, Jenentinie
- 2005, Mon amour
- 2008, Raï N B Fever